# Cristina Narbona
María Cristina Narbona Ruiz, née le 29 juillet 1951 à Madrid, est une femme politique espagnole membre du Parti socialiste ouvrier espagnol (PSOE).
Elle est ministre de l'Environnement entre 2004 et 2008.

## Biographie

### Jeunesse et études
En 1964, la famille de Cristina Narbona s'installe à Rome, en Italie, où ses parents sont correspondants de presse, son père pour Radio Nacional de España (RNE) et sa mère pour le journal Pueblo. Elle obtient ensuite une licence en sciences économiques à l'université de Rome.

### Retour en Espagne
Elle fait son retour en Espagne en 1975 afin d'enseigner à l'université de Séville comme professeure d'économie internationale. Sept ans plus tard, elle est choisie en tant que vice-conseillère au département de l'Économie de la Junte d'Andalousie et occupe ce poste jusqu'en 1985.

### Haute fonctionnaire
Au mois de mai 1991, le nouveau ministre des Travaux publics et des Transports Josep Borrell la nomme directrice générale du Logement et de l'Architecture. Elle devient secrétaire d'État à l'Environnement et au Logement du ministère, le 28 septembre. Cette année-là, elle adhère au PSOE.

### Ascension en politique
Dans la perspective des élections législatives anticipées du 3 mars 1996, elle est investie en deuxième position dans la province d'Almería. Au cours du scrutin, elle est élue au Congrès des députés. En janvier 1998, elle est choisie pour exercer les fonctions de porte-parole du groupe socialiste à la commission parlementaire de l'Environnement.
À l'occasion des élections municipales du 13 juin 1999, elle est élue au conseil municipal de Madrid sur la liste emmenée par Trinidad Jiménez. Elle décide alors de ne pas se représenter aux élections législatives du 9 mars 2000. Au mois de juillet suivant, elle intègre la commission exécutive fédérale du PSOE, dirigée par José Luis Rodríguez Zapatero, au poste de secrétaire à l'Environnement et à l'Aménagement du territoire.

### Ministre de l'Environnement
Aux élections législatives du 14 mars 2004, elle est candidate au Congrès des députés dans la Communauté de Madrid, occupant la sixième position de la liste conduite par Zapatero.
Le 18 avril suivant, Cristina Narbona est nommée ministre de l'Environnement dans le premier gouvernement minoritaire de Zapatero. Elle quitte la commission exécutive du PSOE en juillet.
Elle s'est particulièrement impliquée dans le domaine de l'énergie, en proposant des mesures concrètes pour remplir les objectifs du protocole de Kyoto et développer les énergies renouvelables, et de fermer à terme toutes les centrales nucléaires d'Espagne. Elle a également décidé de modifier la politique hydraulique espagnole de transvasement des eaux des fleuves du Nord vers ceux du Sud.
Le 7 juin 2007, le secrétaire général du Parti socialiste de Madrid-PSOE Rafael Simancas démissionne après l'échec des socialistes aux élections locales du 27 mai. La direction nationale du parti décide de nommer une direction provisoire, chargée de l'organisation d'un congrès extraordinaire. Narbona en prend la présidence. Elle est remplacée le 27 juillet par le maire de Parla Tomás Gómez, élu secrétaire général du PSM-PSOE.

### Passage au second plan
Elle remonte en quatrième place de la liste de Madrid aux élections législatives du 9 mars 2008. Elle n'est pas reconduite au sein du nouveau gouvernement, formé le 14 avril. Elle se voit désignée deux semaines plus tard ambassadrice auprès de l'Organisation pour la coopération et le développement économique (OCDE). Ceci la contraint à quitter son mandat parlementaire.
Cependant, en vue des élections législatives anticipées du 20 novembre 2011, le chef de file socialiste Alfredo Pérez Rubalcaba la place de nouveau à la quatrième place de la liste de  Madrid. Elle est brièvement deuxième vice-présidente de la commission de la Santé, devenant ensuite porte-parole à la commission d'Étude du changement climatique.
Elle démissionne le 28 décembre 2012, afin de prendre ses fonctions au conseil de sécurité nucléaire (CSN).

### Présidente du PSOE
Après avoir participé activement à la campagne de Pedro Sánchez, ce dernier lui propose le poste de présidente du PSOE. Dans un premier temps réticente, elle accepte finalement la proposition et annonce qu'elle démissionne de ses fonctions au conseil de sécurité nucléaire. Elle est investie le 18 juin 2017 lors du 39e congrès du PSOE.

### Vie privée
Elle est en couple avec Josep Borrell.